# Luis Miguel Barberena
Luis Miguel Barberena Duarte (* 26. November 1953 in Mexiko-Stadt; † 8. Februar 2007 in Puebla), auch bekannt unter dem Spitznamen El Chamaco (Der Junge), war ein mexikanischer Fußballspieler auf der Position eines Verteidigers.

## Laufbahn
Barberena spielte zunächst für eine Mannschaft namens Real Madrid in der Liga Española de Fútbol, der wohl bedeutendsten Amateurliga im Großraum von Mexiko-Stadt.
Im Alter von 17 Jahren erhielt er einen Profivertrag beim Club América, mit dem er gleich in seiner ersten Saison 1970/71 sowie ein weiteres Mal in der Saison 1975/76 die mexikanische Fußballmeisterschaft und 1974 auch den Pokalwettbewerb gewann. Wenige Monate nach dem Gewinn seines zweiten Meistertitels mit América musste „El Chamaco“ wegen einer Operation länger pausieren und als er wieder fit war, fand er keine Aufnahme mehr in die erste Mannschaft. Daher wechselte er zum Stadtrivalen Atlético Español.
Für den Club América hatte Barberena turnierübergreifend insgesamt 143 Spiele absolviert und sein einziges Tor in einem Pokalspiel am 3. September 1972 im alten Estadio Revolución Mexicana gegen den CF Pachuca erzielt. Sein letztes Spiel für die Americanistas bestritt „Chamaco“ am 16. Oktober 1976 im Estadio Tecnológico in einem Ligaspiel gegen den CF Monterrey.
Barberena verstarb am 8. Februar 2007 in Puebla aufgrund eines Herzstillstands.

## Erfolge
- Mexikanischer Meister: 1971, 1976
- Mexikanischer Pokalsieger: 1974